# Sena (insecte)
Pour les articles homonymes, voir Sena.
Genre
Le genre Sena regroupe des lépidoptères (papillons) de la famille des Lasiocampidae.

## Liste des espèces
- Sena oberthueri (D. Lucas, 1909).
- Sena prompta (Walker, 1855).
- Sena proxima Staudinger, 1894.